# Parsberg
Parsberg è una città tedesca situata nel land della Baviera.